# Стакато
Стакато (на италиански: staccato – прекъснат, отрязан) е музикален термин при артикулацията.
С него се дава указание за изпълняването на даден пасаж. Обозначава се или с точка под или над нотата, чийто тон трябва да бъде изпълнен по този начин, или чрез съкращението stac, изписано над петолинието, ако става дума за по-дълъг музикален текст.
Изпълнението на стакато означава, че съответните нотни стойности, маркирани с него, трябва да бъдат изпълнени кратко, отсечено, без плавен преход към съседните тонове на мелодията.
Различните музикални инструменти имат своя собствена техника за извличане на стакато. При лъковите струнни инструменти, често стакато се бърка с пицикато, докато при китарата е възможно объркване както с пицикато, така и с флажолетите.
От гледна точка на теорията на музиката, термините стакато и нон-легато не съвпадат, въпреки че често в практиката се смесват.